# Бурмака, Василий Антонович
Василий Антонович Бурмака (25 февраля 1918 — 9 сентября 2014) — подполковник Советской Армии, участник Польского похода РККА и Великой Отечественной войны, Герой Советского Союза (1946).

## Биография
Родился 25 февраля 1918 года в селе Новое Мажарово (ныне — Зачепиловский район Харьковской области Украины) в семье крестьянина. После окончания семи классов школы работал слесарем на Нижнеднепровском заводе в Днепропетровске, учился в Днепропетровском аэроклубе. В 1938 году был призван на службу в Рабоче-крестьянскую Красную Армию. Принимал участие в Польском походе РККА. В 1941 году окончил школу лётчиков в Балашове. С начала Великой Отечественной войны — на её фронтах. В августе 1943 года вступил в ВКП(б). К январю 1945 года лейтенант Василий Бурмака был старшим лётчиком 809-го штурмового авиаполка 264-й штурмовой авиадивизии 5-го штурмового авиационного корпуса 5-й воздушной армии 2-го Украинского фронта.
К январю 1945 года Бурмака совершил 120 успешных боевых вылетов на штурмовку железнодорожных эшелонов, узлов обороны, скоплений вражеской техники и живой силы. Нанёс войскам противника значительный урон.
Указом Президиума Верховного Совета СССР от 15 мая 1946 года за «образцовое выполнение боевых заданий командования на фронте борьбы с немецко-фашистскими захватчиками и проявленные при этом мужество и героизм» лейтенант Василий Бурмака был удостоен высокого звания Героя Советского Союза с вручением ордена Ленина и медали «Золотая Звезда» за номером 9116.
После окончания войны Бурмака продолжил службу в Советской Армии. В 1950 году он окончил высшую офицерскую авиационную школу штурманов ВВС в Краснодаре. В 1959 году в звании майора Бурмака был уволен в запас, впоследствии получил звание подполковника запаса. Проживал в Запорожье, находился на пенсии, принимал активное участие в общественной деятельности. В 1992 году вышел из КПСС, впоследствии вступил в Социал-демократическую партию Украины, был делегатом её съездов.
Был также награждён орденом Красного Знамени, тремя орденами Отечественной войны 1-й степени, двумя орденами Красной Звезды, а также рядом медалей. Почётный гражданин Запорожья и Днепропетровска.
Кавалер ордена «За заслуги» ІІІ степени (1998).